# Sapphirin
Sapphirin, gelegentlich auch Saphirin geschrieben, ist ein selten vorkommendes Mineral aus der Mineralklasse der „Silikate und Germanate“. Er kristallisiert im monoklinen Kristallsystem mit der vereinfachten chemischen Zusammensetzung (Al,Mg)8[O2|(Al,Si)6O16]
Sapphirin ist durchsichtig bis durchscheinend und bildet nur schwach entwickelte Kristalle mit tafeligem bis blättrigem Habitus aus. Meist findet er sich in Form körniger Massen. Seine Farbe variiert im Allgemeinen zwischen hell- bis dunkelblau oder -grün, aber auch weiße, graue, hellrote und gelbe Farbvarietäten sind bekannt.

## Etymologie und Geschichte
Der Name Sapphirin weist auf die dem Saphir ähnliche Färbung hin. Allerdings wurden in der Vergangenheit verschiedene andere Schmucksteine, die mit Saphir verwechselt werden können, als Sapphirin bezeichnet, so etwa blauer Chalcedon und blauer Spinell.

## Klassifikation
In der mittlerweile veralteten, aber noch gebräuchlichen 8. Auflage der Mineralsystematik nach Strunz gehörte der Sapphirin zur Abteilung der „Ketten- und Bandsilikate (Inosilikate)“, wo er zusammen mit Khmaralith und Surinamit die unbenannte Gruppe VIII/F.15 bildete.
Die seit 2001 gültige und von der International Mineralogical Association (IMA) verwendete 9. Auflage der Strunz’schen Mineralsystematik ordnet den Sapphirin ebenfalls in die Abteilung der „Ketten- und Bandsilikate (Inosilikate)“ ein. Diese ist allerdings weiter unterteilt nach der Art der Kettenbildung, so dass das Mineral entsprechend seinem Aufbau in der Unterabteilung „Ketten- und Bandsilikate mit 4-periodischen Einfachketten, Si4O12“ zu finden ist, wo es zusammen mit Rhönit die unbenannte Gruppe 9.DH.45 bildet.
Auch die vorwiegend im englischen Sprachraum gebräuchliche Systematik der Minerale nach Dana ordnet den Sapphirin in die Klasse der „Silikate und Germanate“, dort allerdings in die Abteilung der „Kettensilikate: Ketten mit Seitenzweigen oder Schleifen“ ein. Hier ist er zusammen mit Surinamit und Khmaralith in der Gruppe „Aenigmatit und verwandte Arten (Sapphirin-Untergruppe)“ mit der System-Nr. 69.02.01b innerhalb der Unterabteilung „Kettensilikate: Ketten mit Seitenzweigen oder Schleifen mit P>2“ zu finden.

## Kristallstruktur
Von Sapphirin sind zwei strukturelle Modifikationen bekannt:
Sapphirin-1A kristallisiert triklin in der Raumgruppe P1 (Raumgruppen-Nr. 2) mit den Gitterparametern a = 9,97 Å; b = 10,34 Å; c = 8,62 Å; α = 107,4°; β = 95,2° und γ = 123,8° sowie 2 Formeleinheiten pro Elementarzelle.
Sapphirin-2M kristallisiert monoklin in der Raumgruppe P21/a (Raumgruppen-Nr. 14, Stellung 3) mit den Gitterparametern a = 11,27 Å; b = 14,40 Å; c = 9,93 Å und β = 125,5° sowie 4 Formeleinheiten pro Elementarzelle.

## Bildung und Fundorte
Sapphirin ist ein typisches Mineral in Metamorphiten, die unter hohen Temperaturen und bei mittleren bis hohen Drücken (Granulitfazies oder Eklogitfazies) entstanden sind. Bei Temperaturen über 900 °C kann sich in metamorphen Peliten Sapphirin bilden, ebenso wird es in mafischen Granuliten sowie in Pegmatiten gefunden.